# Baborów (gromada)
Baborów (do 30 XII 1959 Raków; pocz. Baborów Wieś) – dawna gromada, czyli najmniejsza jednostka podziału terytorialnego Polskiej Rzeczypospolitej Ludowej w latach 1954–1972.
Gromady, z gromadzkimi radami narodowymi (GRN) jako organami władzy najniższego stopnia na wsi, funkcjonowały od reformy reorganizującej administrację wiejską przeprowadzonej jesienią 1954 do momentu ich zniesienia z dniem 1 stycznia 1973, tym samym wypierając organizację gminną w latach 1954–1972.
Gromadę Baborów Wieś z siedzibą GRN w mieście Baborowie (nie wchodzącym w skład gromady) utworzono 31 grudnia 1959 w powiecie głubczyckim w woj. opolskim, przenosząc siedzibę GRN gromady Raków z Rakowa do Baborowa i zmieniając nazwę jednostki na gromada Baborów Wieś. Dla gromady ustalono 27 członków gromadzkiej rady narodowej.
1 stycznia 1969 do gromady Baborów włączono obszar zniesionej gromady Sucha Psina w tymże powiecie.
Gromada przetrwała do końca 1972 roku, czyli do kolejnej reformy gminnej. 1 stycznia 1973 w powiecie głubczyckim reaktywowano zniesioną w 1954 roku gminę Baborów.